# Дрого Мантский
Дрого Мантский или Дрё Мантский (фр. Dreux; 996—1035, Никея) — граф Амьена и Вексена с 1027 года из Вексенского дома. Второй сын Готье II Белого и его жены Адели.

## Биография
Дрого получил Амьен и Вексен после смерти отца в 1027 году, в то время как его старший брат Рауль стал графом Валуа. Он проводил вслед за своими предшественниками политику формальной верности по отношению к Капетингам и союза с герцогством Нормандским. Герцог Роберт Дьявол выдал за него (по одной из весий, 7 апреля 1024 года) свою двоюродную сестру, дочь английского короля Этельреда Неразумного Годгифу, на тот момент изгнанницу. Благодаря этому судьба потомков Дрого Мантского оказалась тесно связанной с Англией.
В 1035 году Дрого отправился вместе с Робертом Дьяволом в паломничество в Святую землю. Пилигримы прошли через Францию и Италию, посетили Константинополь и добрались до Иерусалима. И Роберт, и Дрого, умерли на обратном пути в Никее.
Согласно Ордерику Виталию, Вильгельм Завоеватель предъявил свои претензии на Вексен в 1087 году, опираясь на факт своего родства с графом Дрого. Вражда из-за Вексена между Капетингами и английскими королями стала одним из важнейших политических факторов в регионе на последующие сто лет.

## Семья
От брака с Годгифу Английской у Дрого было трое детей:
- Ральф, эрл Херефорда (умер в 1057);
- Готье III, граф Вексена и Амьена (умер в 1063);
- Фульк, епископ Амьена (умер в 1068)[7].

Вскоре после смерти мужа Годгифу вышла замуж во второй раз — за графа Булони Евстахия II.